# Lespinasse (Alto Garona)
Lespinasse (em occitano:  L'Espinassa) é uma comuna francesa na região administrativa da Occitânia, no departamento do Alto Garona. Estende-se por uma área de 4.24 km², com 2.783 habitantes, segundo o censo de 2018, com uma densidade de 660 hab/km².